# Анцилопсетты
Анцилопсетты (лат. Ancylopsetta) — род донных лучепёрых рыб из семейства паралихтиевых (Paralichthyidae) отряда камбалообразных (Pleuronectiformes), обитающих в Тихом и Атлантическом океане. Максимальная длина тела представителей рода от 25 до 35 см.

## Классификация
В род включают 7 видов:
- Ancylopsetta antillarum Gutherz, 1966
- Ancylopsetta cycloidea J. C. Tyler, 1959
- Ancylopsetta dendritica C. H. Gilbert, 1890
- Ancylopsetta dilecta (Goode & T. H. Bean, 1883)
- Ancylopsetta kumperae J. C. Tyler, 1959
- Ancylopsetta microctenus Gutherz, 1966
- Ancylopsetta quadrocellata Gill, 1864